# Hiroshima mon amour
Hiroshima mon amour – dramatyczna pieśń Violetty Villas, skomponowana przez Zbigniewa Ciechana do wiersza Macieja Zenona Bordowicza. Pieśń śpiewana jest w języku polskim oraz francuskim. Po raz pierwszy Violetta Villas wykonała ją w 1966 roku podczas premiery widowiska Grand Music Hall de Varsovie w paryskiej Olympii.
Również piosenkę wykonywała Anna German.